# استپان آلکسانیان
استپان الکسانیان (انگلیسی: Stepan Alexanian زاده ۱۹۴۰ - درگذشته ۲۰۰۳)، دندان‌پزشک ارمنی‌تبار اهل ایران و متخصص آسیب‌شناس دهان از دانشگاه بیرمنگام انگلستان بود.

## زندگی‌نامه
وی در سال ۱۹۴۰ میلادی (۱۹ فروردین ۱۳۱۹) در تهران متولد شد. دیپلم متوسطه را در سال ۱۹۵۹ (۱۳۳۸) در رشته علوم طبیعی در زادگاه خویش کسب نمود. در سال ۱۳۴۳ در رشته دندان‌پزشکی در دانشگاه تهران مشغول به تحصیل شد. در سن ۲۴ سالگی از آنجا فارغ‌التحصیل شد. در سال ۱۹۴۶ (۱۳۴۵) در سن ۲۶ سالگی به عضویت هیئت علمی دانشگاه ملی (دانشگاه شهید بهشتی فعلی) درآمد. پس از دریافت بورس سنتو از سوی دانشگاه بیرمنگام انگلستان، وی تحصیلات تکمیلی خویش را در رشته آسیب‌شناسی دهان ORALPATHOLOGY در آنجا به پایان رسانید. وی پس از بازگشت به ایران در دانشگاه ملی مشغول به تدریس شد. آلکسانیان در دیگر دانشگاه‌های معتبر داخلی نیز تدریس نمود. وی از بنیانگذاران «گروه آسیب‌شناسی دهان» دانشگاه شهید بهشتی بود. در ۲۰۰۲ (خرداد ۱۳۸۱) بخش آسیب‌شناسی و آزمایشگاه آسیب‌شناسی دهان دانشکده دندان‌پزشکی شهید بهشتی به نام وی نامگذاری شد. الکسانیان در سال ۲۰۰۲ (۱۳۸۱) در دومین همایش چهره‌های ماندگار به عنوان چهره ماندگار در عرصه دندان‌پزشکی برگزیده شدند. وی در سال ۲۰۰۳ (۱۳۸۲) درگذشت.

## کتابشناسی
- نگارش و تألیف مقالات متعدد در باب آسیب‌شناسی دهان در مجلات معتبر علمی